# ميكي ايمورا
ميكي ايمورا (باليابانية: 上村美揮؛ بالكانا: うえむら みき) هي لاعبة جمباز فني يابانية، ولدت في 6 مارس 1986 في أريدا في اليابان.

## وصلات خارجية
- ميكي ايمورا على موقع الاتحاد الدولي للجمباز (licence) (الإنجليزية)
- ميكي ايمورا على موقع الاتحاد الدولي للجمباز (biography) (الإنجليزية)
- ميكي ايمورا على موقع أوليمبيديا (الإنجليزية)